# Cafer Höyük

Localisation de Cafer Höyük et des principaux sites du Néolithique précéramique B.

Cafer Höyük est un site archéologique situé dans le sud-est de la Turquie actuelle, dans la vallée du Haut Euphrate, à 40 kilomètres au Nord-Est de Malatya. Fouillé de 1979 à 1986 par une équipe archéologique française dirigée par Jacques Cauvin et Olivier Aurenche, il a livré une dizaine de niveaux archéologiques de la période Néolithique précéramique B (NPCB ou PPNB, c. 8500-7000 av. J.-C.).
Les plus anciens niveaux présentent des traces d'habitat, des maisons rectangulaires de 2 à 3 pièces construites en briques crues moulées. Dans un second temps, leur organisation se complexifie par l'ajout de sous-sols servant de silos. Le matériel archéologique microlithique est composé de silex, et de plus en plus d'objets en obsidienne. Les habitants de ce site, vivant à des périodes ne connaissant pas la poterie, utilisaient notamment de la vaisselle en pierre caractéristique de l'Anatolie de cette période.
Du point de vue économique, les habitants de Cafer Höyük sont dès les débuts des agriculteurs, cultivant des céréales et des légumineuses, ce qui les place parmi les plus anciennes communautés agricoles connues, en plein cœur du foyer des premières expériences de domestication des plantes. S'ils ont beaucoup vécu de la chasse, selon les analyses par D. Helmer des restes d'animaux trouvés sur le site, ceux-ci sont certes morphologiquement similaires à ceux des animaux sauvages, mais au regard du sexe et de l'âge des animaux abattus on serait en présence des premières expériences de domestication des animaux, au moins des moutons, et peut-être les chèvres, également les porcs. Ce site serait donc une bonne illustration de la « révolution néolithique » qui a lieu dans les régions du Taurus au Néolithique précéramique B.